# Techniques de pilotage automobile
 (mars 2015).
Si vous disposez d'ouvrages ou d'articles de référence ou si vous connaissez des sites web de qualité traitant du thème abordé ici, merci de compléter l'article en donnant les références utiles à sa vérifiabilité et en les liant à la section « Notes et références ».
En compétition automobile, il existe des techniques de pilotage. En voici quelques-unes :

## 9h15

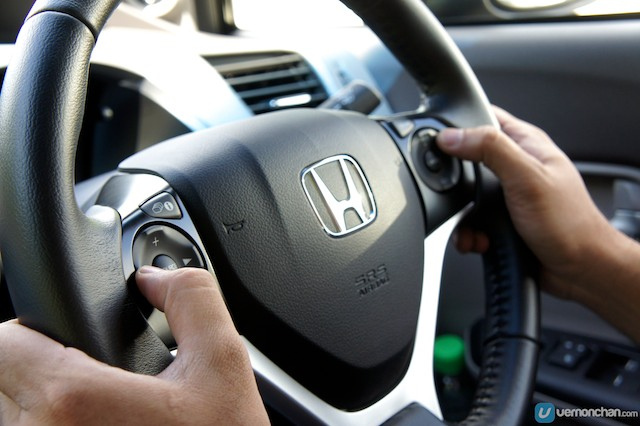
Position des mains sur le volant.

Se dit de la position des mains sur le volant. Les deux mains doivent être aux extrémités latérales du volant et ne quasiment jamais se déplacer. Cela permet d'obtenir de meilleurs repères sur le placement des roues et plus de régularité. Lorsqu'en virage les avant-bras se touchent alors qu'il faut tourner davantage le volant, on lâche la main inférieure.
Certains pilotes-instructeurs conseillent de venir chercher le volant avec la main intérieure, pour qu'au milieu du virage, les deux mains soient équilibrées sur volant, et puissent tourner davantage ou redresser rapidement les roues. Cependant, on peut admettre aussi que ces techniques sont complémentaires : en ligne droite, la position 9h15 est adoptée, en entrée de virage la main intérieure vient chercher le volant côté extérieur du virage, dans le virage la position des mains est à 9h15, à la sortie du virage, la main extérieure vient chercher le volant afin de le ramener en ligne (droite éventuellement).

## Freinage pied gauche
Technique qui consiste à freiner du pied gauche pour pouvoir gérer en même temps l'accélération, surtout utilisée dans les grandes courbes pour affiner la trajectoire et réduire le sous-virage. Cette technique permet donc de transférer le poids sur l'avant du véhicule (sur les roues directrices donc) avant et pendant le virage afin de le mettre en appui en douceur. Cette technique est efficace pour les voitures à traction, surtout pour les modèles équipés de différentiels à glissement limité.
Cela permet d'éviter les déplacements du pied droit, et donc une certaine perte de temps. Sur les voitures turbocompressées, le freinage du pied gauche jumelé à une utilisation judicieuse de l'accélérateur permet de garder la tubulure d'admission sous pression et donc d'éliminer le temps de réponse du turbo en réaccéleration (turbo-lag). En Formule 1, ainsi que dans toutes les autres catégories de monoplaces (IndyCar Series, Le Mans Prototype, karting, etc.) le freinage ne se fait que du pied gauche car il n'y a pas de pédale d'embrayage. Ceci permet d'éliminer le temps entre le moment où le pilote lève le pied de l'accélérateur et celui où il commence à freiner.

## Talon-pointe (ou pointe-pointe)
Cette technique a pour but d'effectuer un freinage et un rétrogradage sans à-coup afin d'éviter une perte d'adhérence due à la conjonction d'une vitesse élevée et d'un revêtement offrant peu de grip. Pour ce faire, il faut maintenir une pression constante sur la pédale de frein avec la pointe du pied droit (ou le côté gauche du pied droit). Débrayer et retirer le rapport de vitesse enclenché. Embrayer au point mort. Mettre un coup d'accélérateur avec le talon du pied droit (ou le côté droit du même pied). Ce coup d'accélérateur doit être dosé de façon à trouver le régime moteur du rapport inférieur (le but étant de n'avoir aucun à coup). Débrayer pour passer le rapport inférieur puis embrayer.
Une technique alternative, parfois appelée "faux talon pointe", est similaire à la première sans effectuer de double débrayage. On effectue un seul débrayage pour le passage de vitesse, la relance moteur avec le talon ou le côté droit du pied droit s'effectuant pendant ce débrayage.
Cette technique utilisée en compétition automobile (hors boîte séquentielle) sert à éviter le blocage de boîte et permet de garder un régime élevé pour une meilleure ré-accélération. Sur nos routes, cela permet d'éviter les blocages de boîte (surtout sur les propulsions et sur route glissante), de ne pas se servir des crabots et de moins user son embrayage. La pratique du talon-pointe sans double débrayage permet aussi d'éviter le blocage de boîte, mais ne soulage pas les synchronisations de la boîte de vitesses.

## Double débrayage
Technique utilisée lorsque l'on rétrograde, sans freiner. On débraye, puis on dirige le levier de vitesses vers le rapport souhaité. Lorsqu'il se trouve au niveau du point mort, on relève la pédale d'embrayage, place un bref coup de gaz, puis on débraye de nouveau, et enfin on place le levier de vitesses sur le rapport souhaité. Cela doit être effectué le plus rapidement possible.
Cette technique permet de soulager la boîte de vitesses, de maintenir le moteur dans les tours pour une meilleure reprise. Elle est utilisée pour la conduite de véhicules peu performants, qui exigent des régimes moteur élevés, sur les voitures anciennes, et sur les voitures équipées de boîte à crabots. On ne l'utilise plus sur les voitures modernes, dont les boîtes sont synchronisées.

## Appel/contre-appel
Technique qui consiste à mettre une voiture en dérive dans les courbes. Un premier appel (bref coup de volant dans le sens inverse du virage) puis le contre-appel (braquage du volant dans le sens du virage). Ainsi, le transfert de masse occasionné consiste en une force exercée sur le véhicule l'entrainant vers l'extérieur du virage. Pour être pleinement efficace, il est conseillé d'exercer un léger freinage lors de l'appel contre-appel, pour éviter le sous-virage et garantir ainsi le survirage recherché. On dose ensuite la dérive avec l'accélérateur et le volant. C'est une technique ludique, instructive et spectaculaire, en dépit de la perte de temps qu'elle occasionne. Elle est souvent utilisée en drift, en rallye ou avec des véhicules à propulsion en compétition.

## Aspiration
Technique qui consiste, dans les lignes droites et portions rapides, à s'approcher le plus près possible du véhicule qui précède. Cela permet de bénéficier d'un appel d'air. La première voiture « pousse » l'air qui l'entoure, du fait de sa vitesse, et crée une dépression. Lorsqu'une seconde voiture entre dans cette zone, ses frottements avec l'air sont donc moindres, ce qui permet un léger gain de vitesse et facilite les dépassements. Certaines épreuves, comme les courses sur ovale utilisent l'aspiration pendant toute la durée des courses.
Pour en bénéficier, il faut se trouver au plus près du véhicule qui précède. Plus la vitesse est élevée, plus ce phénomène sera important.

## Freinage en appui
L'appui correspond à une phase durant laquelle le poids du véhicule n'est pas réparti de façon homogène sur ses quatre roues. Dès lors qu'un véhicule effectue un virage, il est en appui. L'intensité de l'appui varie en fonction de la vitesse et du rayon de courbe. Freiner fort lors de cette phase provoque une glisse, qui se gère au volant et en fonction de la pression de freinage.
Cette technique, qui pénalise la vitesse de sortie de courbe, est principalement utilisée pour les dépassements, car elle permet d'attaquer un virage sur la partie intérieure de la piste, et ainsi de se glisser devant un véhicule qui aura une trajectoire plus ronde.

## Blockpass
Manœuvre s'effectuant lors d'un dépassement au freinage lorsque deux véhicules sont côte à côte, par celui situé à l'intérieur du virage. Elle consiste à emmener son adversaire vers l'extérieur de la piste en freinant « loin ».
Souvent qualifiée d'antisportive, cette technique est plus utilisée en moto (surtout en cross) qu'en quatre roues, où elle est dangereuse.